# إسراء خوجلي
إسراء محمد أحمد محمد خوجلي (ولدت في 26 أبريل 1992) وهي مجدفة سودانية. شاركت في الألعاب الأولمبية الصيفية لعام 2020 .
كانت إحدى حاملات علم السودان خلال موكب الأمم الأولمبية الصيفية 2020 [الإنجليزية] كجزء من حفل الافتتاح في 23 يوليو 2021.